# 楊恭妃
榮惠恭妃，亦稱為楊恭妃 （?年—1535年2月1日），正四品錦衣衛指揮僉事楊謹之妹，明朝明憲宗朱見深之妃，涇簡王朱祐橓與申懿王朱祐楷之生母。

## 生平
楊氏的出生及入宮時間均待考，目前僅確定她最遲在成化二十年已經入宮。成化二十一年三月十六日（1485年3月31日），楊氏生皇九子涇簡王朱祐橓。成化二十三年正月初十日（1487年2月3日），皇貴妃萬氏薨逝，楊氏在同一日生皇十一子申懿王朱祐楷。同年七月二十七日（1487年8月15日），以英國公張懋為正使，吏部尚書萬安為副使，持節冊封宸妃邵氏為貴妃，張氏（益端王朱祐槟、衡恭王朱祐楎與汝安王朱祐梈生母）為德妃，郭氏（永康公主生母）為惠妃，章氏（德清公主生母）為麗妃，姚氏（壽定王朱祐榰生母）為安妃，王氏（早夭皇子生母）為敬妃，唐氏為榮妃，楊氏為恭妃，潘氏（榮莊王朱祐樞生母）為端妃，岳氏（仙游公主生母）為靜妃。
弘治十五年三月十三日（1502年4月19日），明孝宗朱祐樘批准涇王朱祐橓的請求，進陞楊恭妃的兄長錦衣衛千戶楊謹為指揮僉事，弟弟楊謙為所鎮撫。正德二年七月三十日（1507年9月6日），楊恭妃的兄長錦衣衛千戶楊瑾向明武宗朱厚照請求恢復他的指揮僉事職位與其弟楊謙的原任鎮撫職位，明武宗詔令全部允准。正德十六年四月二十五日（1521年5月30日），剛登基的明世宗朱厚熜批准涇王的請求，進陞楊恭妃之姪子錦衣衛正千戶楊銳為本衛指揮僉事。
嘉靖十三年十二月二十九日（1535年2月1日），楊恭妃薨逝。嘉靖十四年正月初一日（1535年2月2日），明世宗以憲廟恭妃初喪為理由，免去文武百官慶賀，暫輟視朝六日，兩宮皇太后與莊肅皇后皆免去命婦朝賀。同年正月初八日，因嘉靖帝先前為恭妃去世之事不受節賀，禮部提議在視朝之日，讓文武百官及全國朝覲官員穿著公服，行五拜三叩頭禮。嘉靖帝批准此提議，定於正月十二日執行。明世宗為楊恭妃賜二字謚號榮惠，稱為榮惠恭妃。《太常續考》稱楊恭妃與其他十二位妃俱葬金山口，合葬於同一墓。1963年，考古發掘鑲紅旗營妃嬪墓，七位明憲宗之妃均是獨立墓葬，業已被盜，棺槨破碎，屍骨失散。目前僅知其中有王順妃等三人，其餘身份不詳:431。未知，楊恭妃是否在其中。